# Elina Netsjajeva
Elina Netsjajeva (Estisch: Elina Netšajeva, Russisch: Элина Нечаева; Tallinn, 10 november 1991) is een Estische operazangeres. Ze heeft een Russische achtergrond en verkiest daarom ook de Russische schrijfwijze van haar naam.

## Biografie
Begin 2018 nam ze deel aan Eesti Laul, de Estische preselectie voor het Eurovisiesongfestival. Met het operanummer La forza won ze de finale, waardoor ze haar vaderland mocht vertegenwoordigen op het Eurovisiesongfestival 2018, gehouden in de Portugese hoofdstad Lissabon. Hier eindigde ze als achtste. 
1994: Silvi Vrait · 
1996: Ivo Linna & Maarja-Liis Ilus · 
1997: Maarja-Liis Ilus · 
1998: Koit Toome · 
1999: Evelin Samuel & Camille · 
2000: Ines · 
2001: Tanel Padar, Dave Benton & 2XL · 
2002: Sahlene · 
2003: Ruffus · 
2004: Neiokõsõ · 
2005: Suntribe · 
2006: Sandra Oxenryd · 
2007: Gerli Padar · 
2008: Kreisiraadio · 
2009: Urban Symphony · 
2010: Malcolm Lincoln · 
2011: Getter Jaani · 
2012: Ott Lepland · 
2013: Birgit Õigemeel · 
2014: Tanja · 
2015: Elina Born & Stig Rästa · 
2016: Jüri Pootsmann · 
2017: Koit Toome & Laura · 
2018: Elina Netsjajeva · 
2019: Victor Crone · 
2021: Uku Suviste · 
2022: Stefan · 
2023: Alika · 
2024: 5miinust & Puuluup · 
2025: Tommy Cash